# Miguel Courtois
Miguel Courtois-Paternina (París, 1960) es un director de cine, productor y guionista hispano-francés.

## Biografía
Miguel Courtois-Paternina nace en París en 1960, de padre francés y madre española. Primero fue profesor de filosofía, pero en 1982 empezó como fotógrafo de moda y llegó a ser un gran reportero para la agencia de prensa Sygma.
Empezó su carrera como director con el estreno de su primera película Preuve d'amour (Un reportero bajo sospecha) protagonizada por Gérard Darmon y Anaïs Jeanneret en 1987. 

Desde entonces Miguel Courtois-Paternina trabaja para el cine y la televisión francesa realizando y creando numerosos películas y series como La Crim' (1999) y Le Lycée, en 2000, por la que recibió el premio de mejor serie en el Festival de Saint-Tropez.
Dirigió su primera película española El Lobo en 2004, protagonizada por Eduardo Noriega, José Coronado, Mélanie Doutey y Patrick Bruel. La película vendió 2 500 000 entradas y ganó dos Goya (de cinco nominaciones) y numerosos otros premios internacionales.
Siguió trabajando en España con la película GAL en 2006, y el documental 11-M, historia de un atentado en 2005.
En 2010 rodó parcialmente en Kabul un telefilm para el canal Arte que trataba del conflicto afgano, Le piège afghan, con Marie-Josée Croze y Samuel Le Bihan.
En 2012 dirigió en Colombia el largometraje Operación E, con Luis Tosar y Martina García, que le valió unos quince premios en festivales internacionales.
En 2014 rodó un retrato del rey Juan Carlos I de España. Para la ocasión, se entrevistó durante más de cinco horas con el monarca.

## Filmografía

### Cine
- 2012 : Operación E con Luis Tosar y Martina Garcia 
 Premio del jurado ecuménico de Varsovia 
 Gran Premio del Festival Cibra de Toledo 
 Premio de interpretación masculina al Festival latino de Biarritz 
 Festival de San Sebastian, selección oficial 
 Festival de Estocolmo, selección oficial 
 Festival de Río de Janeiro, selección oficial 
 Festival de Paris, selección oficial
- 2008 : Skate or Die
- 2006 : GAL  con Jordi Molla, José Garcia y Natalia Verbeke
- 2004 : El Lobo con Eduardo Noriega , José Coronado , Patrick Bruel y Mélanie Doutey
 Premio del mejor director al Festival de Miami 
 Premio del mejor director al Festival de Los Angeles 
 Gran premio del público al Festival Fantasia du Canada 
 5 nominaciones a los Goyas 
 2 Goyas
- 2001 : Un Ange, con Richard Berry , Elsa Zilberstein y Pascal Greggory
- 1998 : Une journée de merde, con Richard Berry y Anne Brochet
- 1986 : Preuve d'amour (Un reportero bajo sospecha)

### Televisión
- 2021 : Toutes ces choses qu'on ne s'est pas dites, serie internacional en 9 capítulos con Jean Reno; Alexandra Maria Lara et Alex Brendemühl producción Stuido canal; Starz et Lionsgate
- 2017 : Une famille formidable, serie de televisión con Bernard Le Coq et Anny Duperey
- 2016 : La grande marche, película de televisión con Bernard Le Coq et Béatrice Agenin
- 2015 : Au revoir... et à bientôt !, película de televisión con Florence Pernel et Bernard Le Coq
- 2015 : Yo, Juan Carlos I, rey de España (documental)
- 2014 : Résistance, serie con Richard Berry et Fanny Ardant
- 2010 : Le Piège afghan con Marie-Josée Croze y Samuel Le Bihan 
 Premio de mejor directos al Festival de Igualada (Barcelone)
- 2009 : Separados por el destino (Où es-tu ?)
- 2005 : 11M, historia de un atentado (documental)
- 2005 : Secunda oportunidad, (Seconde chance) con Samy Naceri y Marine Delterme
- 2002 : Brigade des mineurs
- 2000 : Le Lycée
- 1999 : La Crim'
- 1997 : La Spirale
- 1997 : La Bastide blanche
- 1996 : La vie avant tout
- 1993 : Le cri coupé 
 Gran premio del audiovisual
- 1992 : Leïla née en France

- Datos: Q3312959